# Ніїґатський університет
Ніїґатський університет (яп. 新潟大学, にいがただいがく; англ. Niigata University) — державний університет у Японії. Розташований за адресою: префектура Ніїґата, місто Ніїґата, район Нісі, квартал Іґарасі 2-8050. Заснований у 1870 році та відкритий у 1949 року. Скорочена назва — Сін-дай (яп. 新大, しんだい).

## Факультети
- Гуманітарний факультет (яп. 人文学部)
- Педагогічний факультет (яп. 教育学部)
- Юридичний факультет (яп. 法学部)
- Економічний факультет (яп. 経済学部)
- Природничий факультет (яп. 理学部)
- Медичний факультет (яп. 医学部)
- Стоматологічний факультет (яп. 歯学部)
- Інженерно-технічний факультет (яп. 工学部)
- Агрономний факультет (яп. 農学部)

## Аспірантура
- Педагогічна аспірантура (яп. 教育学研究科)
- Аспірантура охорони здоров'я (яп. 保健学研究科)
- Аспірантура новітніх соціологічно-культурологічних студій (яп. 現代社会文化研究科)
- Аспірантура природничих наук (яп. 自然科学研究科)
- Аспірантура інтегрованих студій з медицини і стоматології (яп. 保健衛生学研究科)
- Аспірантура технологій і менеджменту (яп. 技術経営研究科)
- Аспірантура практичної юриспруденції (яп. 実務法学研究科)